# Рубан, Игорь Павлович
Игорь Павлович Ру́бан (12 июня 1912 года, Рузаевка, Пензенская губерния — 1996, Москва) — живописец, график, Заслуженный работник культуры РСФСР, Заслуженный деятель искусств РСФСР, Почётный полярник СССР, член Союза журналистов СССР.

## Биография
Родился 12 июня 1912 года на станции Рузаевка Пензенской губернии. Потомок писателя Василия Рубана. Отец, Павел Семенович Рубан, участвовал в строительстве Казанской железной дороги.
В 1920-х годах семья художника переехала в Москву на Солянку. В 1927—1929 годах учился в студии Ксаверия Павловича Чемко (Студия на Тверской), где преподавал Дмитрий Николаевич Кардовский. Около пяти лет Рубан писал в мастерской Игоря Грабаря.
В 1934 году начал творческую деятельность. В 1934—1935 годах Игорь Рубан посещал мастерскую К. К. Зефирова. В 1935 году осуществил творческую командировку на нефтяные промыслы Казахстана, а затем на Каспийское море.
В начале Великой Отечественной войны служил старшиной роты в ополчении в Ленинградском районе Москвы.
В 1942 году закончил Московский художественный институт.
В 1944 году как рядовой участник экспедиции попал в Арктику, где начал работать над полярной темой. Участник арктических экспедиций, ледокольных маршрутов, экспедиций на острова Карского и Баренцева морей, дрейфа станции «СП-4». Отчётом о поездке на «СП-4» явилась персональная выставка работ И. П. Рубана в 1954 году в Москве, вызвавшая большой интерес. В 1955 году Министерство связи СССР предложило художнику сделать почтовые марки с рисунками дрейфующей станции. Всего были выпущены 4 марки с рисунками художника (ЦФА №: 1851—1853, 1893). Издательство Советский художник выпускало открытки с его рисунками.
Входил в состав зимовщиков на дрейфующих станциях «СП-13», «СП-14», «СП-15», «СП-17». По воспоминаниям руководителя экспедиции «СП-17» Ю. Б. Константинова, Рубан с утра до вечера писал этюды, делал зарисовки, чтобы работать ночью — привязывал к карандашу электролампочку. Полярники с гордостью называли И. П. Рубана «наш художник».
Результатом работ Рубана в арктических экспедициях становились его многочисленные живописные работы, а также литературные труды.
В 1956—1957 годах участвовал во второй континентальной антарктической экспедиции. Наброски, сделанные в ходе поездки на станциях Мирный, Пионерская, Восток и теплоходе «Кооперация», позднее вошли в качестве иллюстраций в книгу Игоря Рубана «Без темных очков».
По собранным в плаваниях и поездках этюдам И. Рубан написал семнадцать полотен для аудиторий и кабинетов Географического факультета для главного здания МГУ.
В Музее Арктики и Антарктики многие темы экспозиции решаются с помощью его картин, специально написанных для музея.
Полярной тематике художник посвятил более сорока лет, создав художественную летопись освоения русскими людьми земель Арктики и Антарктиды. Ряд своих работ Рубан посвятил известным исследователям прошлого — Семёну Челюскину, Георгию Седову, Владимиру Воронину и др. Его персональные выставки проходили с 1935 в Москве, Ленинграде, Вологде, Архангельске, Мурманске и других городах.

## Семья
Сын — Георгий Игоревич Рубан (1951 г.р.), доктор биологических наук (1998), главный научный сотрудник Института проблем экологии и эволюции им. А.Н. Северцова РАН, председатель секции охотоведения Центрального дома учёных РАН. Сотрудничает с музеями страны по сохранению творческого наследия своего отца.

## Наследие
Картины художника представлены в собраниях многих музеев и галерей России:
- Государственный исторический музей.
- Государственная Третьяковская галерея[9].
- Государственный музей изобразительных искусств Республики Татарстан.
- Ивановский областной художественный музей.
- Краснодарский краевой художественный музей имени Ф.А. Коваленко.
- Магнитогорская картинная галерея.
- Музей изобразительных искусств Республики Карелия[15].
- Музей морского флота[10].
- Нижнетагильский музей изобразительных искусств[16][17].
- Новокузнецкий художественный музей[18].
- Новосибирский государственный художественный музей.
- Российский государственный музей Арктики и Антарктики[19].
- Саратовский государственный художественный музей имени А. Н. Радищева.
- Чайковская художественная галерея[5].
- Челябинский государственный краеведческий музей.
- Национальный художественный музей Республики Саха (Якутия).

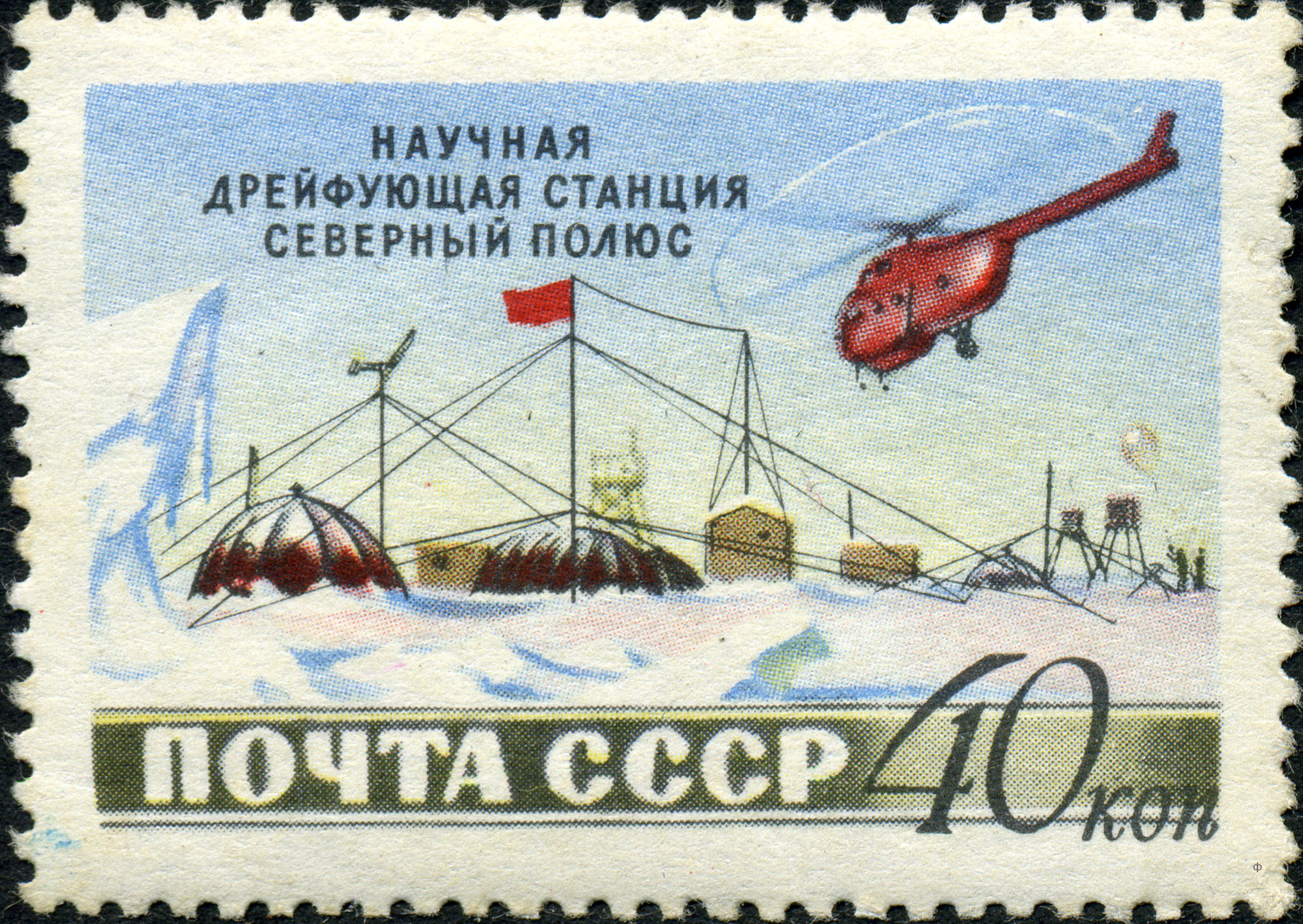
Общий вид дрейфующей станции «Северный полюс». Вертолет «Ми-4». ЦФА № 1851. Худ. И. Рубан. 1955 г.
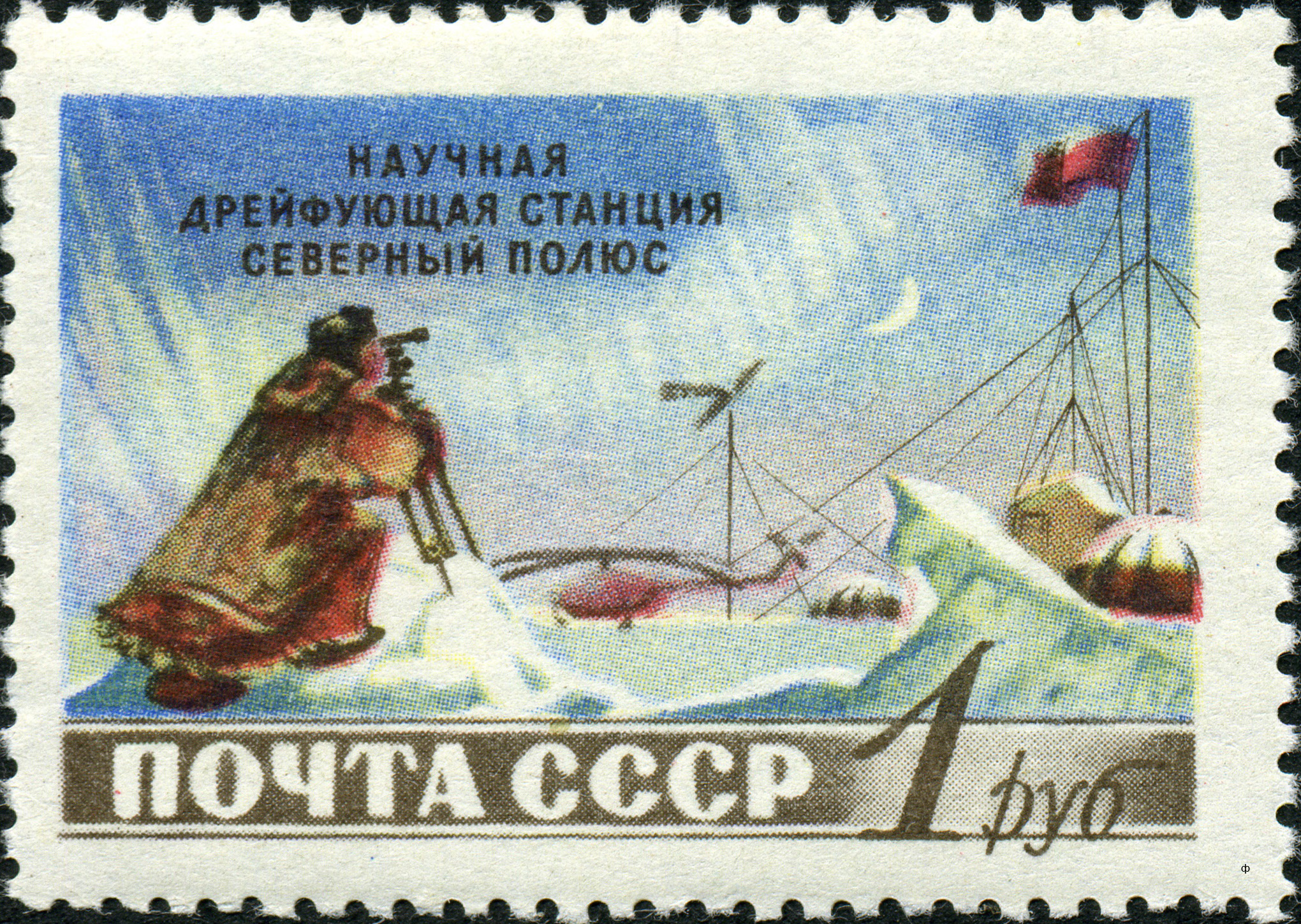
Станция «Северный полюс». Научные наблюдения. ЦФА № 1853. Худ. И. Рубан. 1955 г.
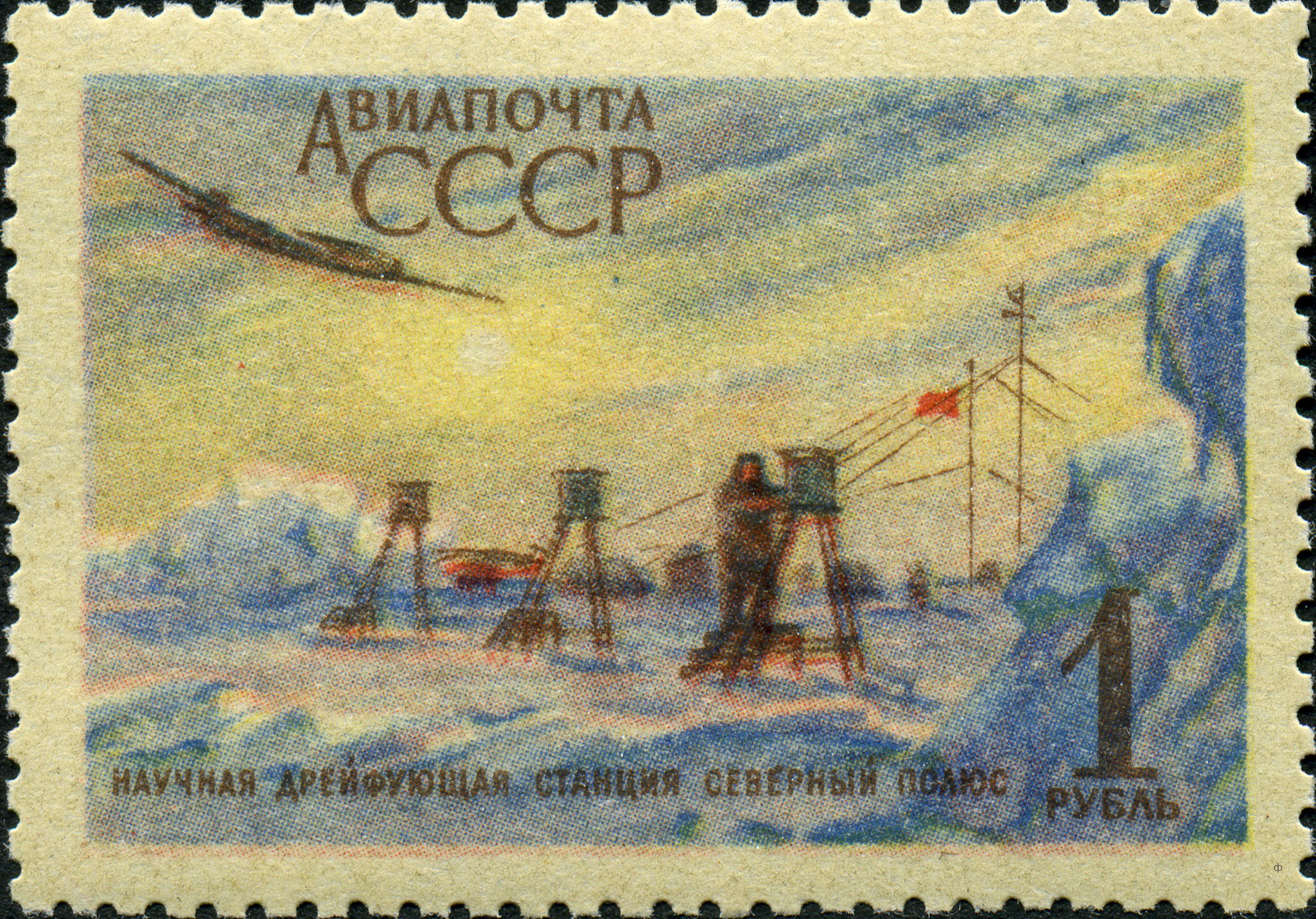
Общий вид дрейфующей станции «Северный полюс». ЦФА № 1893. Худ. И. Рубан. 1956 г.

## Награды и звания
- Почётный полярник СССР (1955)[20].
- Заслуженный работник культуры РСФСР (1966)[5].
- Почётный гражданин арктического поселка Тикси (1979)[5].
- Заслуженный деятель искусств РСФСР (1988)[21].

## Труды
- Рубан И.П. Без темных очков: Записки художника. — М.: Искусство, 1959. — 105 с.
- Рубан И.П. Севернее Чукотки. — М.: Советский художник, 1964. — 71 с.
- Рубан И. П. Вдали от Большой земли. [Об Арктике. Путевые заметки художника] (рус. яз.) // Художник : журнал. — 1964. — № 7. — С. 58—60.
- Рубан И.П. Флаг над льдами: 50-летию освоения Советской Арктики посвящается. — Л.: Гидрометеоиздат, 1967. — 143 с.
- Рубан И. П. По следам «коломбов российских» (рус. яз.) // Уральский следопыт : журнал. — 1970. — № 6. — С. 14—21.
- Рубан И. П. Экзотика и какая она из себя (рус. яз.) // Искусство : журнал. — 1982. — № 3. — С. 54—60.
- Рубан И.П. Льды. Люди. Встречи. — Л.: Гидрометеоиздат, 1985. — 192 с.
- Рубан И. П. У двух полюсов. Записки художника (рус. яз.) // Полярная звезда (журнал, Якутск) : журнал. — 1989. — № 2. — С. 117—120.